# Valentin Magnan
Valentin Magnan (Perpiñán, 16 de marzo de 1835 – 1916) fue un psiquiatra francés.

## Trayectoria
Estudió medicina en Lyon y París, donde tuvo como profesores a Jules Baillarger (1809 - 1890) y a Jean-Pierre Falret (1794 - 1870). Desde 1867 hasta el final de su carrera, estuvo ligado al Hospital Santa Ana de París, donde trabajo durante mucho tiempo junto a Gustave Bouchereau (1835 - 1900).
Magnan fue una figura influyente en la psiquiatría francesa de la segunda mitad del siglo XIX. Se le recuerda principalmente por difundir el concepto de «degeneración», introducido por primera vez en el ámbito de la psiquiatría por Bénédict Morel (1809-1873). La teoría de la degeneración de Magnan era una forma de biología evolutiva basada en un percepto hereditario. Utilizó términos como bouffée délirante (una forma de psicosis delirante transitoria) y «Delirio crónico de evolución sistemática» como categorías descriptivas de trastorno mental. En 1892 publicó junto al psiquiatra Paul Sérieux (1864-1947) una monografía titulada Le délire chronique a évolution systématique.
Magnan pensaba que el abuso del alcohol, concretamente de la absenta, era un factor decisivo en lo que él venía percibiendo como un declive de la cultura francesa. En sus investigaciones sobre esta bebida trató de describir un «efecto absenta» que no se encontraba al consumir otros tipos de bebidas alcohólicas, y sugirió que el delirium provocado por la absenta era diferente al delirium tremens que se experimenta de forma habitual en los estados de abstinencia alcohólica. En su investigación con animales de laboratorio, utilizó esencia pura de Artemisia absinthium en lugar de la propia bebida, que contiene un porcentaje menor de principio activo, y observó que los animales expuestos a altos niveles de Artemisia absinthium experimentaban convulsiones epileptiformes.

## Epónimos asociados
- Signo de Magnan: Una sensación ilusoria por la que se percibe la presencia de cuerpos extraños bajo la piel. Es una parestesia frecuente en la psicosis inducida por cocaína.[6]

## Principales obras
- Étude expérimentale et clinique sur l’alcoolisme, alcool et absinthe; épilepsie absinthique, 1871
- De l’hémi-anesthésie, de la sensibilité générale et des sens dans l’alcoolisme chronique
- Gazette hebdomadaire de médecine et de chirurgie, 1873.
- De l’alcoolisme, des diverses formes de délire alcoolique at de leur traitement, 1874.
- Recherches sur les centres nerveux. Pathologie et physiologie pathologique, 1876
- Des anomalies, des aberrations et des perversions sexuelles, 1885.